# Meddo (plaats)

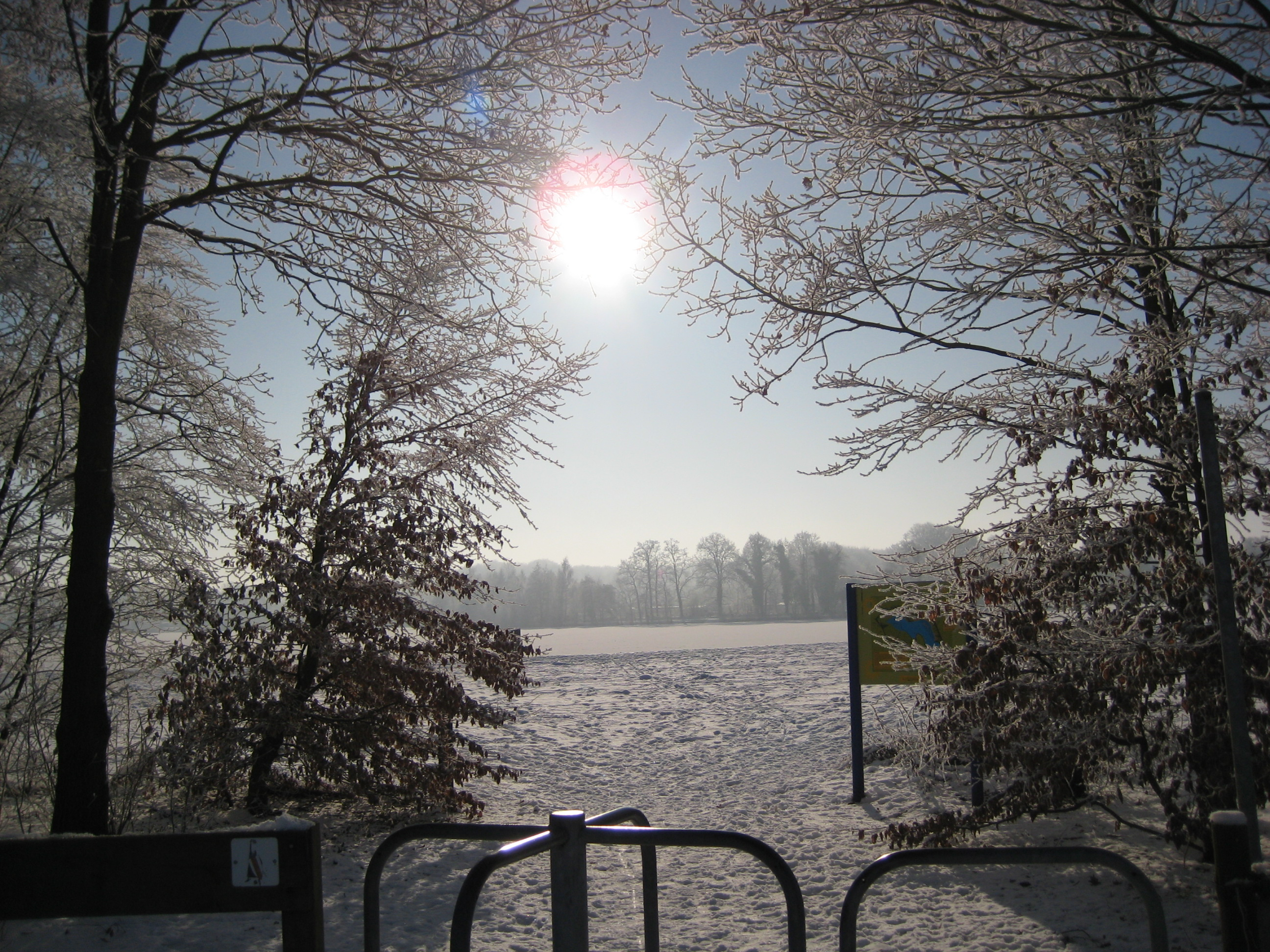
't Hilgelo in de winter

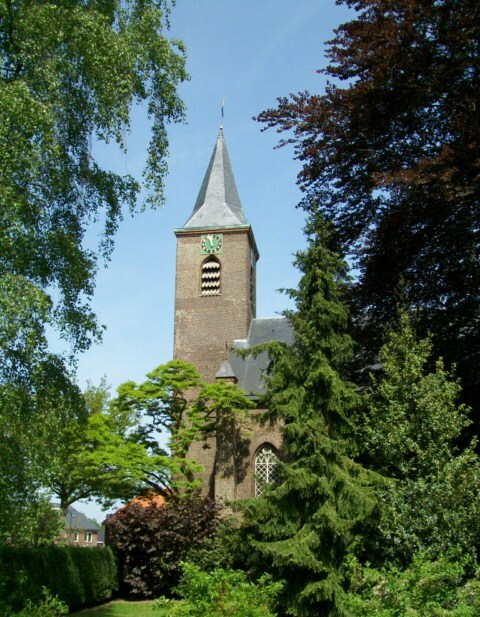
Johannes de Doperkerk

Meddo is een kerkdorp in de gemeente Winterswijk in het meest oostelijke deel van de Achterhoek in de Nederlandse provincie Gelderland. Het dorp wordt officieel aangeduid als een buurtschap en is daarmee de grootste buurtschap van de gemeente Winterswijk, met meer dan 1500 inwoners en een oppervlakte van 28,25 km². In het postcodeboek staat de plaats bekend als Winterswijk Meddo.
Meddo bestaat uit een dorpskern met een kerk uit 1864 en een groot buitengebied. De kern ligt ongeveer 5 km ten noorden van Winterswijk, ongeveer 8 km van Groenlo en 6 kilometer van het Duitse Vreden. In de kern zijn onder anderen een café, zalencentrum en hotel gevestigd. De bevolking van Meddo is, in tegenstelling tot het overige deel van de gemeente Winterswijk, overwegend van rooms-katholieke huize. De straten in het buitengebied hebben pas in 1994 namen gekregen. Vóór 1994 hadden de huizen en boerderijen als adres alleen een "D" gevolgd door een nummer. De huizen waren in oplopende volgorde genummerd, maar hierbij werd geen rekening gehouden met wegen. De nummering liep dwars door het landschap in een grote boog om de kern heen. De boerderijen met de adressen "D91" en "D92" lagen dus wel dicht bij elkaar, maar niet aan dezelfde weg. De letter "D" was hierbij specifiek voor Meddo.

## Verenigingen
Het kerkdorp Meddo heeft een groot aantal verenigingen waaronder:
- Voetbalclub Sportclub Meddo
- Muziekvereniging Sint Jan Meddo
- Jongerencentrum Elbekurkie
- Volleybalvereniging MEVO
- Gymvereniging Penta
- Schietvereniging de Eendracht

## Evenementen
Meddo kent meerdere evenementen:
- Oldtimerfestival Meddo (jaarlijks evenement met o.a. auto's, tractoren en motoren)
- Vuurfestival Meddo (jaarlijks evenement met een groot paasvuur, meerdere feesttenten met verschillende muziekstijlen)
- Volksfeest Meddo (het jaarlijkse dorpsfeest in het laatste weekend van juni)
- Autocross Meddo (autocross op 2e paasdag)

## Overig
- Twee van de grootste zwerfkeien in Nederland zijn gevonden in Meddo. Een van deze keien met een gewicht van 38.000 kg staat bij de kantine van de plaatselijke voetbalclub. De andere kei heeft een gewicht van ruim 43.000 kg en staat bij het oude gemeentehuis van Winterswijk.
- Het Meddosche Veen is een gevarieerd natuurgebied met hoogveenrestanten. Er is een wandelroute over een knuppelpad en een uitkijktoren.
- Bij de Sevinkmolen ten zuiden van het dorp bevindt zich de door zandwinning ontstane recreatieplas het Hilgelo, een 72 ha groot recreatiegebied, waarvan de helft bestaat uit water.

## Geboren
- Mirjan Koldeweij (1969) - Kunstenaar